# 건국고등학교
건국고등학교(建國高等學校)는 대한민국 부산광역시 사하구 하단동에 있는 사립 고등학교이다.

## 학교 연혁
- 1945년 10월 10일 : 건국학원 설립
- 1949년 9월 1일 : 재단법인 건국학원 설립인가
- 1950년 7월 11일 : 유엔군 제55보급창(범일동) 용도로 교실 및 교지 징발
- 1952년 5월 26일 : 중구 영주동 450번지 교실 12개 신축
- 1955년 4월 11일 : 건국상업고등학교 신설인가
- 1956년 4월 17일 : 건국대학교, 건국상고, 건국중 동일 건물 합사 운영
- 1964년 1월 25일 : 학교법인 건국학원으로 변경
- 1983년 3월 2일 : 중구 영주동에서 하단동으로 이전
- 1987년 3월 1일 : 건국고등학교로 변경 인가
- 2016년 4월 11일 : 김기숙 이사장 취임
- 2023년 9월 1일 : 이충고 교장 취임
- 2025년 2월 6일 : 제69회 졸업식(졸업생 113명, 총 20,900명)
- 2025년 3월 4일 : 제72회 건국고등학교 입학식(신입생 124명)

## 참고 자료
- 건국고등학교 - 한국교육학술정보원 학교알리미